# نيجمة أليفة الحشرات
نيجمة أليفة الحشرات (الاسم العلمي:Geastrum entomophilum) هي نوع من الفطريات تتبع جنس النيجمة من الفصيلة النيجمية.